# Agrochola obsoleta
Agrochola obsoleta là một loài bướm đêm trong họ Noctuidae.